# 金丝条马尾杉
金丝条马尾杉（学名：Phlegmariurus fargesii）为石杉科马尾杉属下的一个种。

## 扩展阅读
- 維基物種上的相關：金丝条马尾杉